# IC 3731
IC 3731 је галаксија у сазвјежђу Дјевица која се налази на листи објеката дубоког неба у Индекс каталогу.
Деклинација објекта је + 12° 26' 49" а ректасцензија 12h 45m 5,2s. Привидна величина (магнитуда) објекта IC 3731 износи 15,5 а фотографска магнитуда 16,5. IC 3731 је још познат и под ознакама NPM1G +12.0333, PGC 1409720.